# Municipio de Bridgewater (Minnesota)
El municipio de Bridgewater (en inglés: Bridgewater Township) es un municipio ubicado en el condado de Rice en el estado estadounidense de Minnesota. En el año 2010 tenía una población de 1772 habitantes y una densidad poblacional de 19,06 personas por km².

## Geografía
El municipio de Bridgewater se encuentra ubicado en las coordenadas 44°25′22″N 93°13′52″O / 44.42278, -93.23111. Según la Oficina del Censo de los Estados Unidos, el municipio tiene una superficie total de 92.96 km², de la cual 92,68 km² corresponden a tierra firme y (0,3 %) 0,28 km² es agua.

## Demografía
Según el censo de 2010, había 1772 personas residiendo en el municipio de Bridgewater. La densidad de población era de 19,06 hab./km². De los 1772 habitantes, el municipio de Bridgewater estaba compuesto por el 97,63 % blancos, el 0,23 % eran afroamericanos, el 0,9 % eran asiáticos, el 0,28 % eran de otras razas y el 0,96 % eran de una mezcla de razas. Del total de la población el 1,13 % eran hispanos o latinos de cualquier raza.